# ОШ „Вук Караџић” Пуковац
ОШ „Вук Караџић” Пуковац је осмогодишња школа, која је од 1969. године издвојено одељење ОШ „Вук Караџић” у Дољевцу.

## Насеље Пуквац
Пуковац лежи на 43° 9! и 52!! северне географске ширине и 21° 51! и 28!! источне географске дужине. Конкретније насеље се простире у северном делу Лесковачког поља, на половини пута између Ниша и Лесковца на обалама Пусте реке, која се после четири километра улива у Јужну Мораву. Пуковац припада нишавском округу, конкретније, општини Дољевац, заузимајући њен јужни део. Пуковац заузима повољан географски положај, јер га пресецају главне копнене саобраћајнице. Наиме, преко ауто пута ( коридора 10 ), железничке пруге Ниш – Ристовац и регионалног пута Ниш – Лесковац, Пуковац је веома добро повезан са нишавским, јабланичким и топличким округом а преко њих и са осталим деловима Републике Србије.

## Историја школе
Године 1894. или 1895. основана је основна школа. Зграда школе налазила се на северној страни од пијаце, конкретније на данашњој локацији магацина РО „ Житопек“, у којој је касније радила општина. Први учитељ школе био је Михајло Шпанић. Школу су похађали ђаци из Пуковца и околних села, Драшковца и Међе.
Пошто зграда није одговарала потребама школства, челни људи пуковачке општине 1910. године од Стаменка Цветковића, званог „Бошњака“ купују кафану. После адаптације зграда школе имала је две учионице и ограђено школско двориште.
Оснивање школе представља веома значајан период у историји школе и историје села Пуковца. Те године постављени су темељи школству, образовању, просвећивању и културном уздизању села. Отварањем школе створени су услови за школовање деце из Пуковца и околних села.
Године 1936. општинске власти од индустријалца Душана Димитријевића купују зграду у центру села и после адаптације, школски простор се проширује за две учионице и стамбени простор за просветне раднике, односно учитеље. Ова зграда код мештана позната је под називом „стара школска зграда“.
Школске 1945/46 а на основу Окружног одбора у Прокупљу уписује се и десет ученика у пети разред. Упис је извршен на основу Савезног закона и Закона о обавезном школовању и васпитању где четворогодишње школовање прераста у обавезно седмогодишње. Ово школовање у народу познато је под називом „прогимназија“. По завршетку школовања од седам година, ученици су пред комисијом полагали завршни испит познат под називом „мала матура“. Ученици који су успешно положили „малу матуру“ добијали су диплому са којом су стицали право да се упишу у било коју школу, подразумевајући и вишу гимназију.
За оснивање прогимназије и целокупан рад школе, треба захвалити тадашњем учитељу и директору школе Крсти Михајловићу. Ангажовање Крсте Михајловића довело је до тога да одмах после рата на овим просторима поред Ниша, Лесковца, Прокупља и Пуковац има прогимназију, односно малу матуру.
Школске 1951/52. године, прогимназија односно седмогодишње образовање прераста у обавезно осмогодишње.
Почетком августа 1958. године, Школски одбор доноси одлуку о изградњи нове Школске зграде.
Године 1961. Наставничко веће школе доноси одлуку да назив школе буде „Доситеј Обрадовић“.
Крајем децембра 1969. године, односно након седамдесет и пет година постојања, школа у Пуковцу постаје истурено одељење Школе у Дољевцу. Досадашњи назив Основна школа „Доситеј Обрадовић“ у Пуковцу, прелази у нови под називом: Основна школа „Јосип Броз Тито“ Дољевац - осморазредно одељење Пуковац.
Школске 1980/81. године, извршена је доградња школе, односно школска зграда добила је кабинете за ТО, биологију, физику и хемију, мокри чвор и фискултурну салу.
Школске 1992/93. године, дошло је до промена назива школе. Дотадашњи назив школе, промењен је у Основна школа „Вук Караџић“ Дољевац – осморазредно одељење Пуковац.
Школске 1994/95. године обележена је стогодишњица постојања школе у Пуковцу.

## Ангажовања просветних радника
Радници школе дугоочекивану слободу дочекали су са великим ентузијазмом. Наиме поред редовне делатности, одржавање наставе просветни радницу били су у обавези да прикупљају податке о броју неписмених, одржавају течајеве описмењавања (аналфабетски течај), организују и изводе здравствене течајеве и учествују у раду АФЖ (Антифашистички фронт жена), УСАОЈ (Уједињени савез антифашистичке омладине Југославије), КПД (Културно просветног друштва), организују прикупљање секундарних сировина, пошумљавању голети и учествују у раду ђачке задруге и кухиње као и у образовању одраслих. Наведеним активностима треба додати и ангажовање у припреми ученика за наступе на приредбама за : Дан Републике (29. новембар). Дан Армије (22. децембар), дочека Нове године, прославе Дана школе (19. април), 25. маја (Дан младости), Дана борца (4. јул), 7. јул ( Дана устанка народа Србије и организовању бакљаде поводом Празника рада (1. мај). За даровите ученике преко ДТН ( додатне наставе ) и СА ( слободне активности ) и многих секција, наставно особље припрема ученике за такмичења: школског, општинског, регионалног и републичког ранга. На основу евиденције која се педантно води у педагошко - психолошкој служби школе у Дољевцу, види се да су ученици из Пуковца на општинском такмичењу углавном заузимали прво и друго место. На другој страни ученици надарени за спорт у оквиру секција су припремани за такмичења ( мали ногомет, одбојка, кошарка и рукомет ) позната под називом "Сусрети школа општине Дољевац". Овим активностима треба додати и припреме ученика у хорском певаању "Сусрети хорова општине Дољевац" и припреме ученика у познавању саобраћаја (Шта знаш о саобраћају).

## Носиоци Вукове дипломе
- Школска 1998/1999. - За ову школску годину на основу свеукупних резултата Наставничко веће школе у Пуковцу од 7 носилаца признања дипломе Вук Караџић предложило је да ђак генерације осморазредног одељења у Пуковцу буде Александра Алексић.
- Школска 1999/2000. - Педагошко веће на основу резултата осталих кандидата из Дољевца, Малошишта и Белотинца, донело је одлуку да ђак генерације за ову годину буде Ранчић Александар.
- Школска 2000/2001. - У овој школској години било је 4 ученика носиоца дипломе Вук Караџић. Педагошко веће школе у Дољевцу одлучило је да ђак генерације на нивоу школа општине Дољевац, буде ученица из Пуковца Александра Тасић.
- Школска 2000/2001. - Педагошко веће је за ову школску годину одлучило да ђак генерације буде Горица Стајић.
- Школска 2002/2003. - У овој школској години Наставничко веће, осморазредног одељења у Пуковцу прогласило је да 12 ученика буду носиоци Вукове дипломе. За ђака генерације одељења у Пуковцу изабрана је Милкица Душановић.
- Школска 2003/2004. - У овој школској години Наставничко веће одељења у Пуковцу, за ђака генерације прогласило је Радојловић Милоша.
- Школска 2004/2005. - Од 7 ученика носилаца дипломе Вук Караџић, за ђака генерације изабрана је Милица Душановић.
- Школска 2005/2006. - Од 12 ученика носилаца дипломе Вук Караџић, наставничко веће осморазредног одељееа у пуковцу изабрало је Александра Смиљковића.
- Школска 2006/2007. - Од 9 ученика носиоца признања дипломе Вук Караџић, за ђака генерације наставничко веће је изабрало Марију Тошић.

## Дограђени део школе
У лето 2007. године над блоком за физичко васпитање отпочела је друга доградња школе, санација крова и фасаде школе. Доградњом 4 учионице стекли су се услови за рад у кабинетима а тиме и извођење савременије наставе.

### Школа данас
Основна школа „Вук Караџић“ Дољевац – осморазредно одељење у Пуковцу има површину зграде око 2 000 m² и ограђено школско двориште. У дворишту су уређени терени за мали ногомет, одбојку, кошарку и постављене справе за гимнастику. Учионице су осветљене, добро опремљене и у просеку су 54 m². Поред осам учионица настава се изводи по кабинетима за информатику и рачунарство, биологију, хемију и физику, енглески језик и основи технике и производње. У оквиру зграде је фискултурна сала са површином од 280 m² и пратећим просторијама.
Наставу прати око 380 ученика распоређених у 16 одељења и то осам одељења у нижој и осам одељења у разредној настави.
Овај број ученика опслужује осам просветних радника у нижој настави и 17 просветних радника у предметној настави,један помоћник директора школе и пет радника на одржавању хигијене и грејања.